# 登封窑

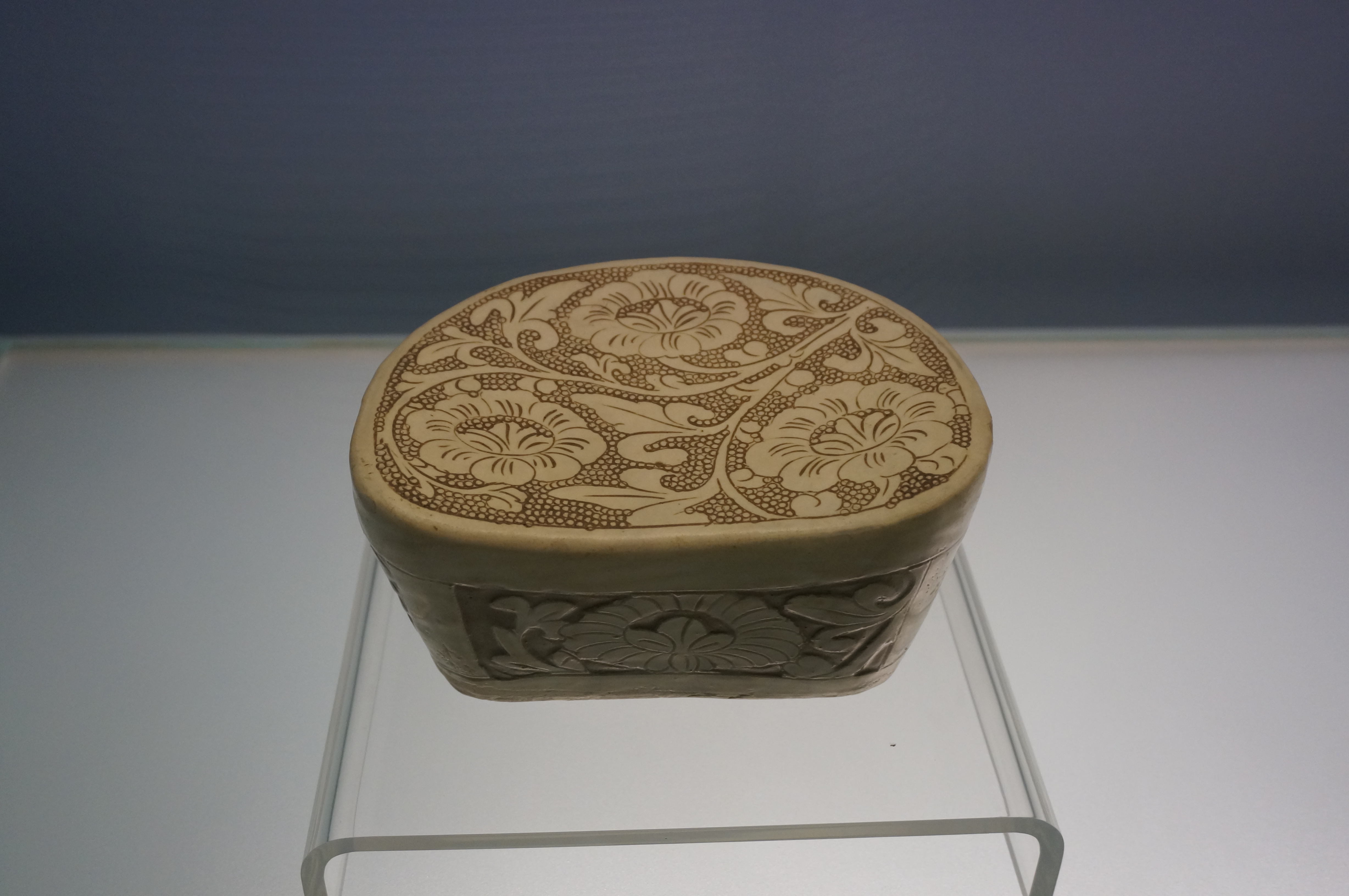
北宋登封窑珍珠地划花牡丹纹枕，上海博物馆藏。

登封窯，宋代北方磁州窯系民窯。1961年發現遺址，據考古資料推斷，陶瓷燒製始於晚唐，北宋是其最繁榮的時期，終於元代。宋代古窯位於今河南省鄭州市轄下登封市告成鎮曲河村，故而又稱曲河窯。窯產陶瓷品種豐富，以白釉為主，有白釉綠彩、白釉刻花、白釉珍珠地劃花等，其中珍珠地劃花最為後世推崇。此外還有黑釉、青釉印花、三彩以及瓷塑玩具等產品。

## 遺址概況
由於登封窯在20世紀上半葉未被發現，遺址受到擾動較小，保存完好。從距離曲河村西面250米處一直到村東，在1千米的範圍之內，全部是宋代古窯遺址。匣鉢、墊餅、瓷片遍佈田間地頭，尤其以宋代遺物為多。

## 特色
登封白釉珍珠地劃花瓷器被認為是同類瓷器之首。登封窯選用的瓷土質量一般，燒成的素胎比較粗疏，呈灰褐色，含有較多雜質。因此必須在胎體外加施白色化妝土，並且在上面刻劃，露出底胎，形成白色和褐色對比的效果。

## 外部連結
- 登封窑珍珠地划花双虎纹瓶[永久] 故宮藏品